# شهرستان نز پرس
شهرستان نز پرس (به انگلیسی: Nez Perce County) یک شهرستان‌های آیداهو در ایالات متحده آمریکا است که در آیداهو واقع شده‌است. شهرستان نز پرس ۲٬۲۱۷٫۰۴ کیلومتر مربع مساحت و ۳۹٬۲۶۵ نفر جمعیت دارد.